# Quae in patriarchatu
Quae in patriarchatu è l'ultima enciclica di papa Pio IX, pubblicata il 1º settembre 1876, scritta al patriarca Yosep VI Audo e ai suoi fedeli circa la difficile situazione interna della Chiesa cattolica caldea.